# アモーガヴァルシャ1世
アモーガヴァルシャ1世（Amoghavarsha I, 801年 - 878年）は、デカン地方、ラーシュトラクータ朝の王（在位：814年 - 878年）。

## 生涯
即位の時点で13歳の少年であったことから、当初は各地に反乱が起こったが、有能な後見役の従兄のカルカがこれを平定した。
王は、宗教や文学の研究を好んで、文芸の保護者となり学者や文人が集まった。王自身も著作家であり、カンナダ語による最初期の文献『カヴィーラージャ・マールガ』の作者として知られ、詩論を書いたり、詩作を残したりしている。
また首都マーニヤケータをインドのいかなる都市よりもまさるように建設しようと努めた（一説には、マーニヤケータは彼の治世に建設されたともいう）。
一時期、東チャールキヤ朝に首都を陥れられるなど、王の治世の後半も反乱が多かったが、それでも彼は平穏にその治世を終えることができた。